# Blechnum magellanicum
Blechnum magellanicum, también llamada costilla de vaca o katalapi, es una especie de helecho perteneciente a la familia Blechnaceae. Crece en Chile, entre Talca (35° S) y la Región de Magallanes (54° S), desde el nivel del mar hasta los 2200 metros, y también en los valles húmedos del oeste de Argentina cerca de la frontera con Chile.[cita requerida]

## Taxonomía
Blechnum magellanicum fue descrita por  Georg Heinrich Mettenius  y publicado en Filices Lechlerianae 1: 14. 1856.
Sinonimia
- Blechnum magellanicum f. kochii Kunkel
- Blechnum magellanicum var. setigerum C. Chr.
- Blechnum tabulare var. setigerum Capurro
- Lomaria magellanica Desv.
- Lomaria setigera Gaudich.[2]